# Rhinella dapsilis
Rhinella dapsilis är en groddjursart som först beskrevs av Myers och Carvalho 1945.  Rhinella dapsilis ingår i släktet Rhinella och familjen paddor. IUCN kategoriserar arten globalt som livskraftig. Inga underarter finns listade i Catalogue of Life.